# Bernone di Cluny
Bernone di Cluny chiamato anche Bernone di Baume oppure Bernone di Borgogna (La Baume, 850 circa – 13 gennaio 927) è stato un abate franco, il primo dell'Abbazia di Cluny.

## Biografia
Bernone nacque da famiglia burgunda, forse aristocratica, e divenne monaco verso l'anno 880 nel monastero benedettino di Saint-Martin d'Autun.
Verso l'885 fondò un monastero su terre di sua proprietà a Gigny, e intorno all'890 Rodolfo I di Borgogna gli donò il monastero di Baume, di cui divenne abate. Nell'895 ottenne per le due abbazie la protezione di papa Formoso.
L'11 settembre 909 (o 910) Guglielmo I, duca d'Aquitania fondò il monastero di Cluny, donando la villa che vi possedeva. Il monastero doveva comprendere dodici monaci e seguire la regola di san Benedetto. Guglielmo scelse Bernone come abate.
Bernone resse Cluny nel delicato periodo del suo avviamento mantenendo buoni rapporti con le autorità laiche ed ecclesiastiche locali, e conservò allo stesso tempo gli incarichi di abate di Gigny e di Baume. Nel 917 assunse anche gli abbaziati di Déols e di Massay. I legami tra queste abbazie erano determinati solo dall'avere lo stesso abate: alla morte di Bernone essi si sciolsero. Tuttavia Bernone designò i suoi successori: Guido (un suo parente) come abate di Baume e di Gigny, e Oddone come abate di Cluny.
Contribuì a diffondere la riforma monastica a parecchie abbazie, tra cui quella di Souvigny.
Viene commemorato come santo dalla Chiesa cattolica il 13 gennaio.